# De strijd om het goudschip
De strijd om het goudschip is het zesde deel van de Bob Evers-boekenreeks van de schrijver Willy van der Heide.
De strijd om het goudschip is het derde deel van een trilogie waartoe verder de delen Avonturen in de Stille Zuidzee en Drie jongens op een onbewoond eiland behoren.

## Verhaal
Hoofdpersonen van de serie zijn de Nederlandse jongens Arie Roos en Jan Prins en hun Amerikaanse vriend Bob Evers.
Het eiland waarheen Jan, Bob en Arie aan het einde van Drie jongens op een onbewoond eiland onderweg zijn, blijkt inderdaad het gezochte eiland te zijn. Jack, Joe en Hennessey, de oorspronkelijke bemanning van het jacht Willi Waw, worden als slaven op het eiland vastgehouden en moeten hand-en-spandiensten verrichten voor de drie muiters, die goede sier maken op het voor de kust gelegen jacht. Arie, Jan en Bob landen op het eiland en maken contact met hen. Er wordt een plan gemaakt om de Willi Waw te heroveren.
Op dat moment komt plotseling de Frisco ten tonele, het muitersschip dat in Avonturen in de Stille Zuidzee met het goud van de Willi Waw aan boord was weggevaren. In het boek volgt een uitgebreide episode om te verhalen wat er intussen met de bemanning is gebeurd. Daarvan is alleen de oude machinist MacGarrigle nu nog aan boord, en hij heeft ondertussen kennisgemaakt met een lokale vrachtvaarder, de Annie Laurie. De drie muiters van de Willi Waw besluiten naar de Frisco te gaan, en krijgen dat schip - op de machinekamer na - ook in handen. Er ontstaat een zeeslag tussen overigens stilliggende schepen, waarbij het Bob en Arie lukt samen met Hennessey via een gat in de romp van de Frisco aan boord van het schip te komen. Met hulp van de bemanning van de Annie Laurie wordt vervolgens het schip veroverd en de goudschat hervonden.
Voor hun hulp bij de herovering van de schat krijgen Arie, Jan en Bob als beloning een groot bedrag op hun bankrekening. Dit is de verklaring voor het gemak waarmee zij in de nog volgende delen van de serie als jonge jongens over geld kunnen beschikken.

## Drukgeschiedenis
De eerste druk werd in 1951 gepubliceerd door de uitgeverij Stenvert en Zoon in een hardcoveruitgave, met stofomslag en illustraties van Frans Mettes. Tot aan 1961 verschenen nog vijf drukken.
In 1965 werd het formaat gewijzigd. Het boek werd voortaan gepubliceerd als pocketboek (17,5 × 11,5 cm). De tekst van deze uitgave was door de auteur aanzienlijk bewerkt. De druknummering werd voortgezet en tot 1995 verschenen de volgende drukken:
- 1965 tot 1982: 7e tot 26e druk, omslag van Rudy van Giffen
- 1984: 27e druk, omslag van Carol Voges
- 1989 tot 1995: 28e tot 29e druk, omslag van Bert Zeijlstra

In de pocketeditie zijn de illustraties uit de hardcoveruitgave niet overgenomen.
Deze trilogie wordt gevormd door de delen 4 t/m 6 van de uitgave in hardcover, hoewel het verhaal  chronologisch gezien voor de briefjesjachttrilogie speelt die opgenomen is in de delen 1 t.e.m. 3. Bij de pocketuitgave is van de gelegenheid gebruikgemaakt de volgorde van de eerste zes delen om te draaien. Daarom hebben de oorspronkelijke delen 4 t/m 6 in die uitgave de serienummers 1 t.e.m. 3.
Omstreeks 1960 verscheen onder de titel Die stryd om die goudskip bij de uitgeverij Afrikaans Pers-Boekhandel een uitgave in het Afrikaans, vertaald door Leon Rousseau.
In 1987 werd het verhaal gepubliceerd in een omnibusuitgave, samen met de (oorspronkelijke) delen 4 en 5 van de serie.
In 2008 verscheen De strijd om het goudschip als strip bij de uitgeverij Boumaar in een bewerking van Frank Jonker (scenario) en Hans van Oudenaarden (tekeningen). Het hoort bij de stripreeks Bob Evers.